# Матале (округ)
Матале (синг. මාතලේ දිස්ත්‍රික්කය, там. மாத்தளை மாவட்டம்) — округ в северной части Центральной провинции Шри-Ланка. Административный центр округа — город Матале. Население составляет 482 348 жителей (2012). Площадь района 1993 км².
В северной части округа располагается крепость Сигирия на скале.
У города Дамбулла расположен знаменитый золотой пещерный храм Дамбулла.
Недалеко к северу от города Матале расположен храм Алувихара, где был записан на пальмовых листьях палийский канон. Неподалёку от храма Алувихара находятся несколько пещер с уникальными фресками.
В Хулангамува находится храмы Эмбиливихарая, Ватагода и Каватаямуна.

## Достопримечательности

### Храмы и исторические памятники
- храм Алувихара
- храм Дамбулла
- Монастырь Наланда между Матале и Дамбуллой
- крепость Сигирия на скале
- храм Каватаямуна
- храм Эмбиливихарая
- храм Ватагода

### Природа
- Хребет Кнуклес и Питавала-патхана,
- Рунчи Локантая
- Гора Брандигала